# Dezagregare

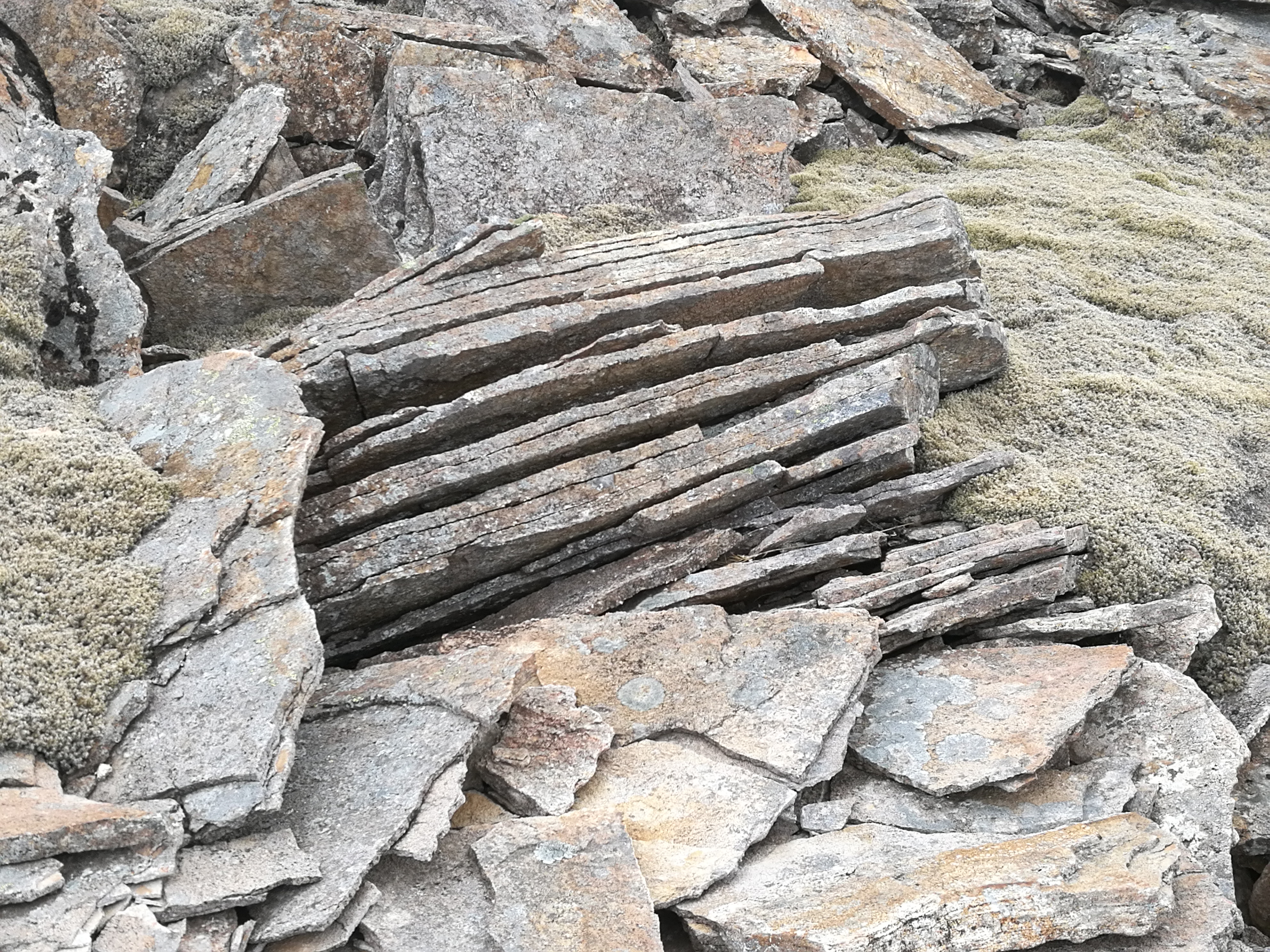
Rocă vulcanică alterată, în plăci, sub influența forțelor excogenice (precipitații, îngheț), Drápuhlíðarfjall, Snæefellsnes peninsula, Iceland.

Dezagregarea este procesul de distrugere treptata a rocilor expuse pe suprafața. Îmbinarile și fisurile din roci permit pătrunderea aerului și a apei, ceea ce ușurează procesul. Forțele fizice, cum sunt gheața și rădăcinile copacilor, sparg bucațile mari de rocă în unele mai mici și expun suprafața la atacul acizilor dizolvați în apă și al oxigenului din aer. 
Apa și oxigenul reacționează cu mineralele din roci producând zone de rupere.
Dezagregarea aduce la lumină depunerile de minereuri și se creeazǎ sedimente care formează solul.

## Forțe fizice
Dezagregarea fizică se referă la acțiunea gheții și a gerului și la efectele produse de plante și animale.
Apa care pătrunde în fisurile din roci îngheață și se dilată, dilatare ce poate exercita o forță de până la 365 kg/cm². După înghețări și dezghețări repetate, fisurile se măresc treptat până la desprinderea unor bucăți de rocă. Acest proces e mai pronunțat în munți, unde ciclul zilnic de îngheț și dezgheț, chiar și vara, creează acumulări mari de pietriș numit grohotiș la baza unor pante abrupte. 
Rădăcinile plantelor și copacilor pătrund în fisurile de suprafață unde pot exercita o forță atât de mare, încât măresc fisurile, permițând alterarea chimică.

## Domuri de exfoliere
Când o zonă de roci eruptive e dezgolită prin eroziunea straturilor de deasupra, presiunea deasupra ei se reduce și rocile se înalță. Stratul exterior de granit se dilată mai mult decât rocile de dedesubt și plăcile sparte formează un dom de exfoliere. Astfel s-au format Stone Mountain, din Georgia, și El Capitán, din Yosemite. O combinatie de eroziune și exfoliere de catre ghețari a produs Half Dome, din Yosemite.

## Forțe chimice
Alterarea chimică are loc când apa și aerul vin în contact cu suprafețele rocilor. De exemplu , acizii dizolvați în apă atacă rocile  solubile, cum e calcarul, în timp ce oxidarea modifică rocile bogate în fier, cum e bazaltul. Aceste procese modifica conținutul rocilor rezultând alte minerale, de obicei mai puțin dure, multe dintre ele solubile în apă, putând fi, astfel, luate de ape. Căldura mărește viteza reacțiilor chimice.

## Producerea solului
O mare parte din suprafața Pământului este acoperită de o pătură de roci și fragmente de minerale dezintegrate și descompuse prin alterare. Acolo unde aceasta se amestecă cu apă, aer și resturi de plante și animale descompuse(humus), se formează solul. Conținutul mineral al rocii de bază determină valoarea nutritivă a solului. Procesul de formare a solului acționează de sus în jos, iar la adancimi diferite se dezvoltă diverse texturi. O secțiune verticală prin straturi se numește un profil.

## Fierul
Fierul este un metal care conferă uneori gresiei culoarea roșie. Rugina (dioxid de fier) e cea care colorează în roșu. Oxigenul din apă se combină cu fierul din roci pentru a forma un oxid roșu, hematita, sau galben, limonitul.

## Dezagregare în foaie de ceapă
În regiunile aride, unde rocile sunt expuse temperaturilor diurne ridicate și celor nocturne coborâte, straturile de suprafețe se dilată ziua și se contractă noaptea. După un timp, stratul superior se desprinde de rocă într-un proces numit dezagregare în foaie de ceapă. Devil's Marbles, din Australia s-au format în acest fel.